# Tender torpedowców

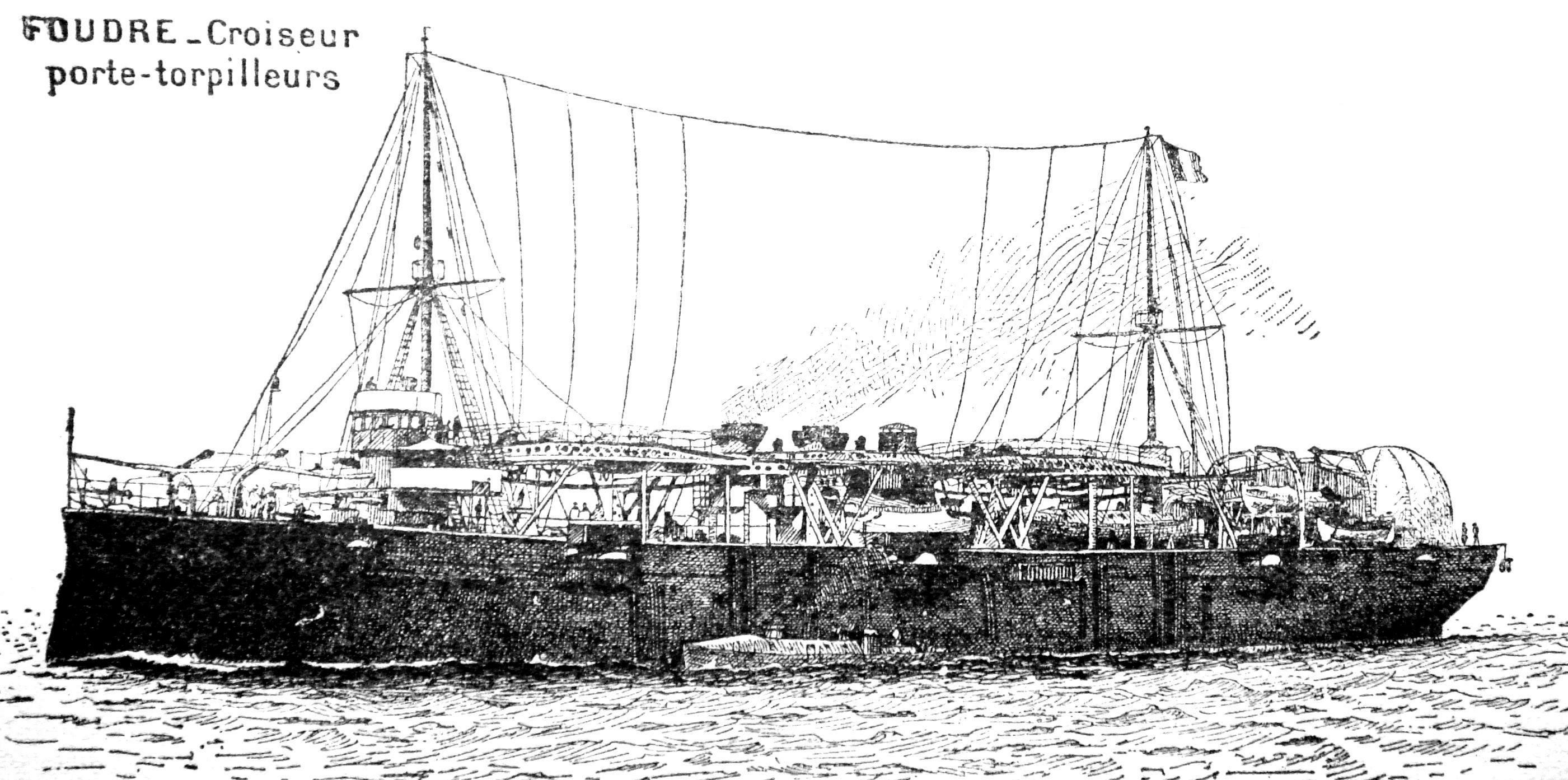
„Foudre” z torpedowcami

Tender torpedowców, również okręt-baza torpedowców – klasa okrętów powstała w XIX wieku jako okręty-bazy i transportowce dla torpedowców, zadaniem tendrów było dostarczenie torpedowców w pobliże miejsca ich planowanego ataku, a także ich obsługa techniczna.
Według niektórych autorów, określenie „tender” dotyczyć powinno jedynie okrętów, których głównym przeznaczeniem są funkcje serwisowania i zaopatrywania torpedowców, natomiast okręt-baza może je także transportować. W czasie X wojny rosyjsko-tureckiej w 1877 Marynarka Wojenna Imperium Rosyjskiego zarekwirowała 19 frachtowców przebudowując je na tendry, a w 1878 na służbę w Royal Navy wszedł HMS „Hecla”.
Od 1896 we francuskiej Marine nationale służył „Foudre”, w późniejszym czasie przebudowany na pierwszy na świecie tender wodnosamolotów.